# Martin Zawieja
Martin Zawieja (ur. 31 stycznia 1963 w Dortmundzie) – niemiecki sztangista. Brązowy medalista olimpijski z Seulu.
Reprezentował barwy Republiki Federalnej Niemiec, a następnie zjednoczonych Niemiec. Brał udział w dwóch igrzyskach olimpijskich (IO 88, IO 92), w 1988 po medal sięgnął w wadze superciężkiej.